# Nècton
El nècton és el conjunt d'organismes pelàgics que neden activament. La majoria dels organismes del nècton són peixos, però també hi ha rèptils (tortugues…), cnidaris (meduses), cefalòpodes (sípies i calamars…) i també mamífers com els dofins i les balenes. Una gran part de les espècies del nècton són nerítiques (viuen a les aigües que cobreixen la plataforma continental), però també n'hi ha d'oceàniques (habiten sobre els talussos continentals).
El nècton pot viure a profunditats molt diverses, però les espècies que habiten els tres medis són diferents: 
- Epipelàgic (0 - 200 metres)
- Mesopelàgic (200 - 1.000 m)
- Batipelàgic (més de 1.000 m).

Entre els peixos epipelàgics, hi ha una sèrie d'espècies de mida petita i de vida curta amb una gran capacitat de reproducció i que s'alimenten de plàncton. La sardina i el seitó que s'agrupen formant grans bancs, són exemples d'aquest tipus de peixos. El sorell i el verat també pertanyen a aquest grup. El peix més gros que s'alimenta de plàncton és el tauró pelegrí, que pot fer més de deu metres de longitud i es considera inofensiu. Un segon grup de peixos del nècton epipelàgic està format per espècies de més grandària i es caracteritza per perfils de gran perfecció d'hidrodinàmica, temperatures corporals altes, proporció elevada de teixit muscular, bufetes natatòries ben desenvolupades i cues de gran mobilitat. S'alimenten de peixos pelàgics. Les tonyines, els peixos espasa i els bonítols són exemples d'aquest segon grup de peixos.
Als medis mesopelàgics i batipelàgics, el menjar és escàs i la llum ja no hi arriba. Hi habiten peixos més petits amb òrgans sensorials molt desenvolupats i òrgans lluminosos que tenen funcions no gaire conegudes. Entre aquests peixos, alguns s'alimenten de zooplàncton i d'altres són depredadors d'altres peixos.